# PyQt
PyQtは、クロスプラットフォームなGUIツールキットであるQtのPythonバインディングにして、PythonでGUIプログラミングをするときの選択肢の一つである。PyQtの他には、PySide・PyGTK・wxPython・TkinterなどのGUIツールキットが存在する。Qtと同様にPyQtは自由ソフトウェアである。PyQtはPythonのプラグインとして実装されている。
PyQtはイギリスのRiverbank Computing社によって開発されており、GPLと商用ライセンスで提供されているが、LGPLの下では提供されていない。PyQtはクロスプラットフォームなツールキットであり、Windows・Linux・macOSなどをサポートしている。
PyQtは440のクラスと6000以上の関数とメソッドを持つ。代表的なものは以下のとおりである。
- 充実したGUIウィジェット
- SQLデータベース (ODBC, MySQL, PostgreSQL, Oracle Database) にアクセスするためのクラス
- QScintillaとScintillaをベースとしたエディタウィジェット
- 自動的にデータベースからデータを取り込みウィジェットに表示
- XMLのパーサ
- SVGのサポート
- Windows上でのActiveXのためのクラス(商用バージョンのみ[6])

自動的にこれらのバインディングを生成するため、フィル・トンプソンは他のプロジェクトでも使用されるSIPというツールを開発した。
Qtツールキットの所有者であるノキアは、2009年8月にPySideを公開した。PySideはPyQtと同じ機能を持つが、LGPLの下で公開されているという点でPyQtと異なっている。PySideが公開されたのは、Riverbank Computing社とのライセンスに関する合意形成に失敗したためである。

PyQtの別のロゴ

## PyQtの構成
PyQt4は次のPythonモジュールを含んでいる。
QtCore
イベントループとQtのシグナルとスロット機構を備えた非GUIクラスを含んでいる。このモジュールは、プラットホームに依存しないようにUnicode・スレッド・マップドファイル・共有メモリ・正規表現などを抽象化する。
QtGui
多くのGUIクラスを含んでいる。これらのクラスはModel View Controller設計パターンに基づいた、たくさんのテーブル・ツリー・リストを含んでいる。また、何千ものアイテムを格納できる、洗練された2Dキャンパスウィジェットを提供する。
QtNetwork
UDP・TCPクライアントとサーバを作成するためのモジュールである。このモジュールはFTPの実装・HTTPクライアント・DNSルックアップのためのクラスを含んでいる。ネットワークアプリケーションが簡単に開発できるように作成されている。
QtOpenGL
OpenGLを扱うためのモジュールである。
QtSql
オープンソースでプロプライエタリなSQLデータベースを扱うためのモジュールである。これはGUIクラスで使用できるデータベーステーブル用の編集可能なデータモデルを含んでいる。また、SQLiteの実装も含んでいる。
QtSvg
SVGファイルを表示するためのモジュールである。
QtXml
QtのXMLパーサにSAXとDOMのインターフェースを実装するモジュールである。
QtMultimedia
低レベルでマルチメディア機能を実装するためのモジュールである。ソフトウェア開発者は普通phononモジュールを使う。
QtDesigner
PyQtを用いてQt Designerを拡張するためのモジュールである。
Qt
一つのモジュールに上記すべてのモジュールに含まれるクラスを統合する。このため、Qtモジュールを読み込んでおけば、あるクラスが含まれているかどうかを心配する必要がなくなる。しかし、一つのモジュールに統合することで、アプリケーションのメモリ使用量を増加させる、Qtフレームワーク全体を読み込まなければならないなどの欠点が生じる。この統合されたモジュールを使用するか、個々のモジュールを使用するかは個人の好みになる。
uic
Qt Designerで作られた、XMLファイルを扱うためのモジュールである。これは、XMLファイルの読み込み・表示機能や、後に実行するためにXMLファイルからPythonコードを生成するクラスが含まれている。

## Hello World

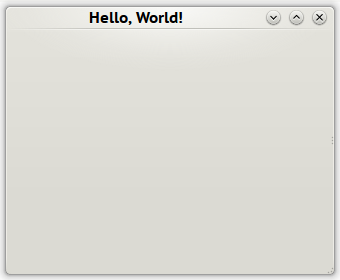
KDE Plasma 4での実行結果

```
#! /usr/bin/env python

# -*- coding: utf-8 -*-

#

# Here we provide the necessary imports.

# The basic GUI widgets are located in QtGui module. 

import
 
sys

from
 
PyQt4.QtGui
 
import
 
*

# Every PyQt4 application must create an application object.

# The application object is located in the QtGui module.

a
 
=
 
QApplication
(
sys
.
argv
)

# The QWidget widget is the base class of all user interface objects in PyQt4.

# We provide the default constructor for QWidget. The default constructor has no parent.

# A widget with no parent is called a window. 

w
 
=
 
QWidget
()

w
.
resize
(
320
,
 
240
)
  
# The resize() method resizes the widget.

w
.
setWindowTitle
(
"Hello, World!"
)
  
# Here we set the title for our window.

w
.
show
()
  
# The show() method displays the widget on the screen.

sys
.
exit
(
a
.
exec_
())
  
# Finally, we enter the mainloop of the application.

```

## PyQtを用いたソフトウェア
- Anki 学習補助ソフトウェア
- Eric Python IDE Pythonの統合開発環境
- Kodos Pythonの正規表現デバッガ
- Orange データマイニングとデータの可視化のためのフレームワーク
- qt-recordMyDesktop recordMyDesktopというソフトウェアのQt版
- QGIS 地理情報システムのためのソフトウェア
- Veusz 科学用途の作図ソフトウェア
- Spyder Pythonの統合開発環境
- Leo プログラミング用のエディタ
- Ninja-IDE Pythonの統合開発環境
- Calibre 電子書籍ソフトウェア
- TortoiseHG Mercurialのグラフィカルなインタフェース

## 推薦文献
- Summerfield, Mark (October 28, 2007), Rapid GUI Programming with Python and Qt (Covers PyQt4) (1st ed.), Prentice Hall, pp. 648, ISBN 978-0-13-235418-9
- Rempt, Boudewijn (2002), GUI Programming with Python: QT Edition (Covers PyQt3), OpenDocs